# Herb Korfantowa
Herb Korfantowa – jeden z symboli miasta Korfantów i gminy Korfantów w postaci herbu.

## Wygląd i symbolika
Herb przedstawia na późnogotyckiej błękitnej tarczy srebrny zamek o trzech wieżach ze środkową wyższą, krytych szpiczastymi dachami barwy czerwonej. Dachy zwieńczone złotymi kulami, z wystającymi nad nimi złotymi wiatrowskazami. W górnych częściach wież okienka – po jednym w każdej. W części środkowej – we wnęce, okienko nad otwartą bramą. W obszarze od podstawy tarczy do podstawy zamku, oznaczone barwą srebra – fale wody.

## Historia
Pierwsza ogólnomiejska pieczęć Korfantowa, niezachowana do czasów współczesnych, pojawiła się na aktach urzędowych nie wcześniej niż po lokacji miasta, czyli po 1337. Pieczęć z 1720 przedstawiała w polu tarczy zamek warowny o trzech wieżach blankowych pokrytych spiczastymi dachami i otwartą bramą. Po prawej stronie bramy motyw psa wyłaniającego się spoza budowli.